# John W. Hunter
John Ward Hunter (ur. 15 października 1807 w Bedford w Nowym Jorku, zm. 16 kwietnia 1900 w Brooklynie) – amerykański polityk, członek Partii Demokratycznej.

## Działalność polityczna
W okresie od 4 grudnia 1866 do 3 marca 1867 przez jedną kadencję był przedstawicielem 3. okręgu wyborczego w stanie Nowy Jork w Izbie Reprezentantów Stanów Zjednoczonych. Od 1875 do 1876 był burmistrzem Brooklynu.